# A Bill of Divorcement (1940)
A Bill of Divorcement is een Amerikaanse dramafilm uit 1940 onder regie van John Farrow. Het scenario is gebaseerd op het gelijknamige toneelstuk uit 1921 van de Britse schrijfster Clemence Dane.

## Verhaal
De man van Margaret Fairfield verblijft al twintig jaar in een psychiatrische instelling. Ze vraagt een scheiding aan, zodat ze opnieuw kan trouwen. Wanneer later blijkt dat haar man genezen is, keert hij terug naar zijn gezin.

## Rolverdeling
| Acteur           | Personage          |
| ---------------- | ------------------ |
| Maureen O'Hara   | Sydney Fairfield   |
| Adolphe Menjou   | Hilary Fairfield   |
| Fay Bainter      | Margaret Fairfield |
| Herbert Marshall | Gray Meredith      |
| Dame May Whitty  | Hester Fairfield   |
| Patric Knowles   | John Storm         |
| C. Aubrey Smith  | Dokter Alliot      |
| Ernest Cossart   | Dominee Pumphrey   |
| Kathryn Collier  | Basset             |
| Bunny Beatty     | Susan              |